# Оземкувка
Оземкувка (пол. Oziemkówka) — село в Польщі, у гміні Мясткув-Косьцельни Ґарволінського повіту Мазовецького воєводства.
Населення — 233 особи (2011).
У 1975-1998 роках село належало до Седлецького воєводства.

## Демографія
Демографічна структура станом на 31 березня 2011 року:
|          | Загалом | Допрацездатний вік | Працездатний вік | Постпрацездатний вік |
| -------- | ------- | ------------------ | ---------------- | -------------------- |
| Чоловіки | 105     | 14                 | 74               | 17                   |
| Жінки    | 128     | 14                 | 75               | 39                   |
| Разом    | 233     | 28                 | 149              | 56                   |